# Hamodes
Hamodes is een geslacht van vlinders van de familie spinneruilen (Erebidae), uit de onderfamilie Calpinae.

## Soorten
- H. butleri Leech, 1900
- H. cochlearifer Hulstaert, 1924
- H. lutea Walker, 1864
- H. mandarina Leech, 1900
- H. pendleburyi Prout, 1932
- H. propitia Guerin, 1830
- H. simplicia Weymer, 1892
- H. unilinea Swinhoe, 1890